# Иван Петровић (инжењер)
Иван Петровић (Београд, 28. април 1975) српски је информатичар и предузетник. Власник јe и директор Крстарице, једног од најпознатијих веб-портала у Србији.

## Каријера
Рођен је као син др Петра Петровића, редовног професора Грађевинског факултета Универзитета у Београду и Братиславе Петровић, дипл. правника.
Дипломирао је на Одсеку за информационе системе Факултета организационих наука Универзитета у Београду. Још у основној школи био је ученик генерације и добио висока признања „Михаило Петровић-Алас“ и „Никола Тесла“ због бројних награда на такмичењима из математике и физике.
Аутор је бројних чланака у стручном часопису „Рачунари“ у периоду од 1994. до 1996. године, који се односе на програмирање графичких и звучних картица.
Од 1996. до 1999. године реализовао је мултимедијални софтвер за фирме Југопетрол, Kompass Yugoslavia, Contact Line и црногорску владу.
Године 1998. основао је интернет сајт YU Link, најпознатију мрежу за размену банера у Србији и Црној Гори.
Иван Петровић је марта 1999. године створио Крстарицу, први југословенски претраживач. После само неколико месеци, Крстарица постаје најпосећенији југословенски сајт. Временом, Крстарица од претраживача прераста у веб-портал, тј. сајт са којег почиње свака активност на интернету. Данас је Крстарица најпознатији домаћи интернет бренд и један од најпосећенијих сајтова у Србији.